# Stefan Czmil
 (novembre 2020).
Stefan Czmil (né le 20 octobre 1914 à Soudova Vychnia, Royaume de Galicie et de Lodomérie, Autriche-Hongrie, mort le 22 janvier 1978, Rome) est un évêque de l'Église grecque-catholique ukrainienne.

## Biographie
Il est né dans un petit village de Galicie en Ukraine Occidentale, qui faisait alors partie de l’Empire austro-hongrois. Ses parents, Stefan et Julia Szydlowska, étaient des paysans patriotes ukrainiens aux convictions religieuses inébranlables qui marquèrent profondément leur fils.
Stefan commence ses études dans son village natal. Mais en 1925, ses parents l’envoyèrent au lycée ukrainien de Peremyshl qui se trouve à l’époque sous domination polonaise..
Le catéchiste du lycée, le père Petro Holynskyj propose au jeune Stefan de poursuivre ses études à l’étranger pour devenir prêtre et fonder en Ukraine la communauté des pères salésiens. Ce dernier accepte l’offre et part le 1er novembre 1932 avec un groupe de dix étudiants pour l’Italie.
Il prononce ses vœux anticipés le 16 août 1936.
Après avoir étudié la philosophie, Stefan devient assistant stagiaire chez les novices, période probatoire avant de devenir définitivement père salésien.
Il poursuit sa formation théologique dans la petite ville de Bolengo. Ivan Buczko, archevêque et visitateur apostolique des Ukrainiens en Europe, l'ordonne prêtre le 14 octobre 1945 à Rome.
Stefan prend la direction des guides des catacombes de St Callistus de Rome qui étaient alors administrées par les salésiens.,
Il s’occupe ensuite des missionnaires salésiens de la maison mère de Turin puis, à la demande de Buczko et de la Congrégation des Églises Orientales, il est envoyé en Argentine pour y administrer les dizaines de milliers d’ukrainiens qui y avaient émigré.
Après 12 années en Argentine, Stefan devient recteur du Petit Séminaire de Rome jusqu’en 1967.
Au cours des années suivantes, il étend le domaine de sa mission à d’autres secteurs religieux. Il enseigne l’ukrainien et l’italien à l’Université catholique ukrainienne nouvellement créée à Rome. Il donne des conférences et devient le confesseur des séminaristes, aide différentes communautés ukrainiennes à Rome, se lie avec les évêques ukrainiens disséminés dans le monde entier. Il supervise l’édition du second volume du dictionnaire ukrainien-italien, italien-ukrainien.
En 1976 il devient une nouvelle fois recteur du Petit Séminaire.
Le patriarche Slipyj, dont il devient l’un des collaborateurs les plus proches lui attribue le titre d’archimandrite, lors d’une cérémonie solennelle en la basilique Sainte-Sophie de Rome le 8 décembre 1976.
La santé de Stefan décline de plus en plus et ne lui permet plus de remplir ses fonctions de recteur du Petit Séminaire. Il est hospitalisé et subit une opération délicate à la vésicule biliaire. Après une courte période de convalescence, il reprend ses activités aggravant sa situation.
Au matin du 22 janvier 1978, alors qu’il entre dans la sacristie de la chapelle du Séminaire, il est pris d'un premier malaise mais insiste pour célébrer la messe de 9h30. Pressentant une issue funeste, il confie ses clés à l’un des séminaristes lui disant : « Je n’en aurai plus besoin. C’est ma dernière liturgie ».
La messe à peine achevée, il est pris d’un nouveau malaise. Les séminaristes le transportent dans sa chambre où il meurt.
Ses funérailles se déroulèrent dans la basilique Sainte-Sophie, présidée par le patriarche Slipyj qui se penche sur le cercueil et s’exclame : « Oh Stefan ! Pourquoi toi et pas moi ! ». Avant la fermeture du cercueil, il donne l’ordre d’envelopper le corps du père Czmil de l’omophore, révélant par ce geste que Stefan était en fait évêque et que sa chirotonie[Quoi ?] s’était déroulée dans le plus grand secret au monastère des Studites le 2 avril 1977. En même temps que lui furent ordonnés Ivan Choma ainsi que l’actuel patriarche de l’Église gréco-catholique ukrainienne, Lubomyr Husar.
Stefan Czmil, premier évêque salésien ukrainien de rite byzantin repose dans la crypte de la basilique Sainte-Sophie de Rome.